# High Ongar
High Ongar är en by och en civil parish i Epping Forest i Essex i England. Orten har 1 171 invånare (2001).